# WTA-toernooi van New Orleans
Het WTA-toernooi van New Orleans (officieel: Virginia Slims of New Orleans) was een tennistoernooi voor vrouwen dat van 1984 tot en met 1988 plaatsvond in de Amerikaanse stad New Orleans. Het toernooi vond plaats in de, in 1983 gebouwde, Lakefront Arena van de Universiteit van New Orleans.
De WTA organiseerde het toernooi, dat (in 1988) in de categorie "Tier III" viel. In de jaren 1984–1987 werd gespeeld op overdekte tapijtbanen, en in 1988 op hardcourt-buitenbanen.
Er werd door 28 à 32 deelneemsters per jaar gestreden om de titel in het enkelspel, en door 13 à 16 paren om de dubbelspeltitel. Aan het kwalificatietoernooi voor het enkelspel namen 32 speelsters deel, met vier plaatsen in het hoofdtoernooi te vergeven.
Gedurende de gehele looptijd werd het toernooi gedomineerd door twee Amerikaanse speelsters: Chris Evert (drie zeges) en Martina Navrátilová (twee zeges).

## Meervoudig winnaressen enkelspel
| speelster           | aantal titels | in de jaren      |
| ------------------- | ------------- | ---------------- |
| Chris Evert         | 3             | 1985, 1987, 1988 |
| Martina Navrátilová | 2             | 1984, 1986       |

## Enkel- en dubbelspeltitel in één jaar
| speelster           | in het jaar |
| ------------------- | ----------- |
| Martina Navrátilová | 1984        |
| Chris Evert         | 1985        |

## Finales

### Enkelspel
| Datum      | Naam                          | Cat.     | ($)     | Ondergrond        | Winnares            | Verliezend finaliste | Uitslag       |
| ---------- | ----------------------------- | -------- | ------- | ----------------- | ------------------- | -------------------- | ------------- |
| 1984-09-24 | Virginia Slims of New Orleans |          | 150.000 | tapijt, binnen    | Martina Navrátilová | Zina Garrison        | 6-4, 6-3      |
| 1985-09-23 | Virginia Slims of New Orleans |          | 150.000 | tapijt, binnen    | Chris Evert         | Pam Shriver          | 6-4, 7-5      |
| 1986-09-29 | Virginia Slims of New Orleans |          | 150.000 | tapijt, binnen    | Martina Navrátilová | Pam Shriver          | 6-1, 4-6, 6-2 |
| 1987-09-28 | Virginia Slims of New Orleans |          | 150.000 | tapijt, binnen    | Chris Evert         | Lori McNeil          | 6-3, 7-5      |
| 1988-10-03 | Virginia Slims of New Orleans | Tier III | 250.000 | hardcourt, buiten | Chris Evert         | Anne Smith           | 6-4, 6-1      |

### Dubbelspel
| Datum      | Naam                          | Cat.     | ($)     | Ondergrond        | Winnaressen                     | Verliezend finalistes                  | Uitslag       |
| ---------- | ----------------------------- | -------- | ------- | ----------------- | ------------------------------- | -------------------------------------- | ------------- |
| 1984-09-24 | Virginia Slims of New Orleans |          | 150.000 | tapijt, binnen    | Martina Navrátilová Pam Shriver | Wendy Turnbull Sharon Walsh            | 6-4, 6-1      |
| 1985-09-23 | Virginia Slims of New Orleans |          | 150.000 | tapijt, binnen    | Chris Evert Wendy Turnbull      | Mary-Lou Piatek Anne White             | 6-1, 6-2      |
| 1986-09-29 | Virginia Slims of New Orleans |          | 150.000 | tapijt, binnen    | Candy Reynolds Anne Smith       | Svetlana Parchomenko Larisa Savtsjenko | 6-3, 3-6, 6-3 |
| 1987-09-28 | Virginia Slims of New Orleans |          | 150.000 | tapijt, binnen    | Zina Garrison Lori McNeil       | Mareen Louie-Harper Heather Ludloff    | 6-3, 6-3      |
| 1988-10-03 | Virginia Slims of New Orleans | Tier III | 250.000 | hardcourt, buiten | Beth Herr Candy Reynolds        | Lori McNeil Betsy Nagelsen             | 6-4, 6-4      |

ITF-toernooien (mannen en vrouwen)

ATP-toernooien (mannen) – ATP-seizoen 2025

WTA-toernooien (vrouwen) – WTA-seizoen 2025

Voormalige toernooien mannen
Voormalige toernooien vrouwen
Voormalige amateurtoernooien